# REQUIEM-Projekt
Requiem – Die römischen Papst- und Kardinalsgrabmäler der Frühen Neuzeit (kurz: Requiem-Projekt, Eigenschreibung REQUIEM) ist ein am Institut für Kunst- und Bildgeschichte der Humboldt-Universität zu Berlin und am Seminar für Geschichte der Bergischen Universität Wuppertal beheimatetes interdisziplinäres Forschungsprojekt.

## Einleitung
Das Requiem-Projekt ist ein kunsthistorisch-historisches Forschungsprojekt mit dem Ziel der Erforschung der römischen Papst- und Kardinalsgrabmäler der Frühen Neuzeit. Der Untersuchungszeitraum erstreckt sich von 1417 (Ende des großen abendländischen Schismas mit der Wahl Martins V. Colonna auf dem Konzil von Konstanz) bis 1798 (Ausrufung der römischen Republik und damit verbunden das zeitweilige Ende der weltlichen Herrschaft der Päpste).
Das Projekt ist seit 2001 am Institut für Kunst- und Bildgeschichte der Humboldt-Universität zu Berlin angesiedelt (Horst Bredekamp). Bis 2009 in Kooperation mit dem Departement für Geschichte der Universität Freiburg (Schweiz) (Volker Reinhardt) ist es seitdem in Zusammenarbeit mit dem Seminar für Geschichte der Bergischen Universität Wuppertal (Arne Karsten) tätig.
Finanziert wurde das Projekt von 2001 bis 2004 von der Fritz Thyssen Stiftung und seit 2005 von der DFG (Deutsche Forschungsgemeinschaft).

## Datenbank
Die Forschungsergebnisse des Requiem-Projekts sind auf einer Website frei verfügbar (Open Access und Open Source). Sie enthält eine Online-Datenbank, die durch einen zweigliedrigen Aufbau gekennzeichnet ist: den prosopographischen Informationen zu Kardinälen („Karriere“, „Finanzen“ und „Klienteläre Bindungen“) und den Datensätzen zu den Papst- und Kardinalsgrabmälern („Standort“, „Entstehung“, „Künstler“ und „Auftraggeber“). Eine Suchmaske erlaubt es, gezielten Zugriff auf bestimmte Informationen zu bekommen. Die Requiem-Datenbank wird als freie Software mit offenem Quellcode unter der GNU General Public License (GPLv3) entwickelt. Die wissenschaftlichen Daten sowie die Bilder des Forschungsprojekts werden über die Requiem-Webpräsenz zur Verfügung gestellt und können unter den Bedingungen der "GNU Free Documentation License" verwendet werden. Durch Literatur- und Quellennachweise jeder einzelnen Angabe ist die Requiem-Datenbank zitierfähig.

## Fotos
Die Datensätze enthalten Fotos, die sowohl Abbildungen der einzelnen Grabmäler zeigen, als auch Papst- und Kardinals-Porträts. Diese sind mit Hintergrundinformationen zu den ausführenden Künstlern, Entstehungsdatum und Quellennachweis versehen.

## Inhaltliche Ausrichtung
Zielsetzung des Requiem-Projektes ist es einerseits, die Grabmäler als Kunstwerke ikonographisch zu erfassen, ikonologisch zu deuten und anhand der im Rahmen der Projektarbeit entwickelten Typologie zu klassifizieren und zu bestimmen. Andererseits werden die Grabmäler unter Einbeziehung ihres historischen, politischen und sozialen Entstehungskontextes betrachtet. 
Die Verlinkung der prosopographischen mit den Grabmalsdatensätzen in der Datenbank unterstützt diese Zusammenschau.
Dadurch lassen sich grundlegende Rückschlüsse auf die Auftraggeberinteressen ziehen. In zahlreichen Einzeluntersuchungen zeigt das Projekt, dass die Papst- und Kardinalsgrabmäler nicht nur als Erinnerungsmonumente für die Verstorbenen, sondern auch der Sicherung und Vergrößerung von Status und Macht jener Nachwelt dienten, die durch die strategische Investition in die Erinnerung an bedeutende Vorfahren an deren Prestige partizipierten. 

## Tagungsberichte
- http://hsozkult.geschichte.hu-berlin.de/tagungsberichte/id=2664
- http://hsozkult.geschichte.hu-berlin.de/tagungsberichte/id=3149&sort=datum&order=down&search=requiem

## Rezensionen
- http://hsozkult.geschichte.hu-berlin.de/rezensionen/2010-4-134
- http://www.sehepunkte.de/2008/03/13274.html
- http://www.literaturkritik.de/public/rezension.php?rez_id=11189
- http://www.sehepunkte.de/2005/01/4904.html
- http://www.perlentaucher.de/buch/18047.html
- http://www.sehepunkte.de/2005/01/7402.html
- http://hsozkult.geschichte.hu-berlin.de/rezensionen/type=rezbuecher&id=4939